# 姜英勲
姜 英勲（カン・ヨンフン、1922年5月30日 - 2016年5月10日）は、大韓民国の政治家、陸軍軍人。軍人としての最終階級は中将。カトリック教徒。

## 略歴
1922年5月30日、平安北道昌城郡青山面青龍洞34番地に生まれる。6人きょうだいの1人である。本貫は晋州姜氏。書堂を経て普通学校4学年に編入後、15歳の時に寧辺農業学校に入学した。農業学校の他に平壌師範学校の入学試験も受けていたがこちらは落第した。農業学校では実習時間があまりに多く組まれていたため校長に抗議したが、それが変わることは無かった。同級生で日本に渡って広島県の学校に編入した友人に「日本に勉強しに行きたいが何か方法はないだろうか」と手紙を送ったところ、「君が来たら喜んで手伝う」と返事が来たため、1938年春に警察署で得た渡航証と父が農業学校の授業料としてくれた50円を持って関釜連絡船に乗って広島に向かった。家族には最初何も知らせず、下関に着いた時に初めて連絡した。
高田中学校に編入し、授業内容の違いに苦労したが、努力して編入された年の最初の期末試験で首席となった。やがて卒業することになり、どの大学に進学するか悩んだが、掲示板に貼られた建国大学の入学要綱で教師陣に崔南善がいたことから、建国大学の進学を決意する。1941年、建国大学に入学。7人の朝鮮学生が選抜されたが、姜の他に閔機植などがいた。
1944年1月、奉天の関東軍独立歩兵第138部隊に学徒兵として入隊。これは当時の戦況と「独立のためには、軍事知識と武力をきちんと導くことができる将校養成が重要である」という崔南善の言葉からであった。1945年7月に本土決死抗戦の名分で満州地域の学徒兵は日本に配備されることになり、姜は秋田県で終戦を迎えた。8月20日、少尉に任官し、11か月分の給料を支給された。日本軍の要求から朝鮮人兵士を引率することになり、近辺に朝鮮人兵士は600人いたが、建国大学の先輩である洪椿植含め3人の将校がいたため、それぞれ200人ずつ引き受けて引率することになった。1945年10月中旬、列車で新潟、大阪、広島を経由して福岡に着き、そこで釜山行きの船に乗って帰国した。1946年に友達と共に越南した。
1946年5月1日付で軍事英語学校を卒業し、少尉に任官する（軍番10101番）。同年、第8連隊第2大隊長（中尉）。1948年7月、国防部長官秘書室長（中佐）。1949年5月14日、第12連隊長（大佐）。同年6月5日、甕津地区戦闘司令部参謀長兼任。
1948年8月12日、陸軍本部人事局長（～1950年6月10日）。1950年7月15日、第2軍団参謀長。1951年4月27日、第3軍団副軍団長。同年5月26日、陸軍本部軍需局長（6代）。同年8月、国防部第3局長（2代）就任。1952年1月22日、国防部兵器行政本部長（7代）。1952年3月11日、駐アメリカ大使館付武官。1953年6月26日、陸軍本部人事局長（12代）。1953年11月9日、国防部次官。同年11月29日、第2師団長。
1954年5月、連合参謀本部長。1955年、国防部動員次官補。1956年2月26日、国防部次官。同年、陸軍本部管理参謀副長。1958年、アメリカ陸軍指揮幕僚大学修了。1959年2月23日、第6軍団長。1960年10月、陸軍士官学校校長。5・16軍事クーデターの参加を拒否したため西大門刑務所に収監。1961年9月、釈放され予備役編入。
1962年初に米国側の招待を受け、ニューメキシコ州立大学と南カリフォルニア大学に留学し、政治学の博士号を1973年に修得する。1970年、在ワシントン韓国問題研究所長。同年10月、第25回国連総会代表。1976年末にようやく15年間の米国生活を終えて帰国できた。1977年、韓国外国語大学校大学院長。1978年2月、外交部外交安保研究員院長。駐イギリス兼アイルランド大使や駐バチカン大使を歴任する。
1988年4月26日の第13代総選挙で国会議員に当選し、同年12月16日に第21代国務総理に就任、1990年まで務めた。1990年9月、延亨黙と初の南北首相会談を実現。同年10月、国土統一院長官の洪性澈と共に平壌を訪問し、金日成と単独会談を行った。1989年2月の昭和天皇大喪の礼と1990年11月の明仁の即位の礼に韓国政府代表として出席。1991年、大韓赤十字社総裁。

## エピソード
別名は「碧昌ホ」（ピョクチャンホ）。これは平安北道碧潼郡と昌城郡出身の人の中で、生真面目で融通の利かない人を指す言葉である。姜の故郷はまさに昌城郡で、一帯の韓牛の「碧昌牛」も昔から力が良く、同時に言うことを聞かないことで有名だった。姜の回想録のタイトルにも「碧昌牛」があり、自分とイメージが似ているという。
両親とほとんどのきょうだいは1948年に姜英勲を追ったように越南したが、既に結婚した3歳年下の妹だけは北朝鮮に残った。1990年の平壌訪問中、妹は突如深夜に訪れてきて、久しぶりに会ったが、妹がずっと泣き声で「偉大な首領様の下でよく暮らしている」と言った。当時、北朝鮮に対して強硬な態度を示した姜を困らせて、総理交代を狙ったのではないかという分析があった。
2人の息子は共に弁護士。娘婿は元文教部長官の呉天錫の息子である。軍人の金雄洙は妻の兄弟。

## 参考
- 佐々木春隆『朝鮮戦争/韓国篇 上巻 建軍と戦争の勃発前まで』（第4刷）原書房、1983年。ISBN 4-562-00798-2。
- 박동찬 (2014) (PDF). 통계로 본 6·25전쟁. 국방부 군사편찬연구소. ISBN 979-11-5598-010-1